# مالفجان
دهستان مالفجان در فاصله سه کیلومتری جنوب غربی شهرستان سیاهکل از توابع استان گیلان قرار دارد. روستایی زیبا و سرسبز مانند اکثر روستاهای شمال کشور عزیزمان ایران . این روستا علاوه بر باغات چای و مزارع برنج ، دارای بیش از چندین هکتار فضای سبز می باشد که در مجاورت رودخانه شیمرود ( که از این روستا می گذرد ) قرار دارد. این روستا شامل سه بخش : بالا محله ، میان محله و پایین محله می باشد . از قدیمی ترین خانواده ها در این دهستان ، خانواده یزدانی در پایین محله و صیاد در بالا محله هستند.

## مالفجان در رسانه ها
مالفجان سرزمینی است با گستره‌ای کوچک در میان د.و رود امرودس یا سپیدرود و شمیرود، و جزء هفت ناحیت تاریخی بیه‌پیش (شرق گیلان) که وسعت آن در جلگه و کوهپایه استوار است. مالفجان تاریخی برخواسته از جغرافیای خود دارد و اقوام مختلف از قبیل: گیل، گالش، تالش، دیلم، کرد و غیره را در خود جای داده است؛ هرچند به جای نام اصلی مالفجان در بسیاری از سندهای تاریخی از یک سرزمین یک پارچه به نام میالفجان نام برده شده و به نظر می‌آید درست هم همین باشد. تألیف حاضر برگرفته از اسناد تاریخی و جغرافیایی می‌باشد و اندکی هم وقایع‌نگاری یا روزنامه‌نگاری و آداب و رسوم و فرهنگ عامیانه‌ و مراسم‌های این مناطق، معاشرت و سندهای دوره‌های مختلف از دوره‌ی بعد از اسلام و تقسیمات دوره‌ی آل بویه که اقتباس از دوره‌ی ساسانیان و اسناد دوره‌های سادات متقدمه و سادات متأخره‌ی گیلان و ایلخانان مغول بوده است. مستند : روستای مالفجان به تهیه کنندگی و کارگردانی حجت بقایی سال ۱۳۸۷ تولید و پخش شد که در معرفی روستای مالفجان نقش به سزایی داشت ، حجت بقایی بعد از آن مستند بقعه سید ابونثار را هم با همکاری مریم قرایی(پژوهشگر و تهیه کننده مستندهای مذهبی) تولید و پخش کرد.

## جمعیت
این روستا در دهستان مالفجان قرار دارد و براساس سرشماری مرکز آمار ایران در سال ۱۳۸۵، جمعیت آن ۹۹۲ نفر (۲۸۶خانوار) بوده‌است.

## امکانات رفاهی
این روستا از برق ، تلفن و گاز بهره مند است . همچنین بعد از ایجاد شوراها و دهیاری ، نام گذاری کوچه ها و معابر با نام شهدا ، کد و پلاک پستی منازل ، نصب تابلوی ورودی روستا ، چراغ معابر و … انجام شده است.

## اماکن مذهبی
این روستا منور به دو زیارتگاه می باشد . بقعه آقا سید ابونصار بن موسی بن جعفر (ع) واقع در پایین محله و بقعه آقا سید بازو در بالا محله که هرکدام دارای قدمت زیادی می باشند.در جوار این امام زادگان معظم دو مسجد بنا شده است یکی در بالا محله بنام مسجد ولی عصر (عج) و یکی نیز در پایین محله به نام حضرت صاحب الزمان که اخیرا بازسازی شده و فضای فیزیکی آن گسترش قابل توجهی کرده است.

## فضای آموزشی
روستا دارای یک مدرسه راهنمایی و یک مدرسه ابتدایی به نام کاشف الغطاء است که تاسیس آن به سالها قبل از پیروزی انقلاب اسلامی برمی گردد. اما بعد از پیروزی انقلاب اسلامی ، باز سازی و به تعداد کلاسهای آن افزوده شد .

## فعالیت اقتصادی
برنج کاری مهمترین فعالیت اقتصادی روستا را تشکیل می دهد . چای کاری مقام دوم فعالیت اقتصادی روستا را از آن خود کرده است در کنار این امور دامداری نیز در این روستا رونق دارد .

## اماکن بهداشتی و درمانی
این روستا دارای خانه بهداشت بوده که زیر نظر مرکز بهداشتی درمانی شهرستان سیاهکل به فعالیت مشغول می باشد .

## روستا های زیر مجموعه دهستان مالفجان
بیدرون *کلاهدوزمحله *لشکریان *خوشل *علی بیک سرا *مالده *دهبنه *سیاهکل محله *للم *هلستان *چوفلکی *سپردان *کرفستان *نمک رودبار *مالفجان *نعیجی *ازبرم *برپشته سر *بوتستان *بیجارپشت *بینه کرده *چوشل *دزرود *دیماسرا *رجور ازبرم *روبرابر *روبرک *زیارتگاه *سرارود *شیرکوه محله *کرف کل *کل سر *کیش محله *گالش موشا *گیل موشا *نوروزاباد *بالاکلاگوابر *پائین کلاگوابر